# تريفور باينز
تريفور باينز (بالإنجليزية: Trevor Baines)‏ هو شخصية أعمال بريطاني، ولد في 19 ديسمبر 1939 في Formby ‏ في المملكة المتحدة.